# Prix Nemmers en sciences de la Terre
Le  prix Nemmers en sciences de la Terre (en anglais : Nemmers Prize in Earth Science) est un des cinq prix Nemmers, attribué par la Northwestern University à Evanston (Illinois). Il a été décerné pour la première fois en sciences de la Terre en 2018. 
Le prix est doté de 200 000. Il est porté, avec les autres prix Nemmers, par un legs des frères Erwin E. et Frederic E. Nemmers. 
Les autres prix de la série, à savoir le prix Nemmers en mathématiques et le prix Nemmers en économie ont été décernés depuis 1994, le prix Nemmers en médecine depuis 2004, alors que le prix Nemmers en composition musicale est décerné seulement depuis 2016. Le prix Nemmers en sciences de la Terre est le dernier de la série, et est décerné pour la première fois en 2018. Comme pour les autres prix, il permet au récipiendaire de passer du temps sur le campus de Northwestern dans le but d'interagir avec le corps professoral et les étudiants.

## Lauréats
- 2018 : Le premier lauréat du prix est Francis Albarède, professeur émérite à l'École normale supérieure de Lyon, « pour ses applications fondamentales de la chimie géologique aux sciences de la terre »[2],[1],[3].
- 2020 : Katherine Freeman, professeur aux départements des géosciences et de chimie de l'Université d'État de Pennsylvanie, « pour ses contributions pionnières et continues au développement du domaine de la géochimie des isotopes stables spécifiques aux composés et à son application aux problèmes fondamentaux des sciences de la Terre »[1].
- 2022 : Emily Brodsky, professeur en sciences de la terre, Université de Californie à Santa Cruz, « pour ses contributions fondamentales et transdisciplinaires à la compréhension de la physique des réseaux de tremblements de terre à toutes les échelles »[1].

## Articles liés
- prix Nemmers
- prix Nemmers en mathématiques
- prix Nemmers en économie
- prix Nemmers en médecine
- prix Nemmers en composition musicale